# Chiesa di San Rocco (Tronzano Lago Maggiore)
La chiesa di San Rocco è un edificio religioso di Tronzano Lago Maggiore, in provincia di Varese.

## Storia
La chiesa viene menzionata negli atti delle prime visite pastorali del 1567-69, che la descrivono come un edificio dall'impianto architettonico ben delineato, con una cappella coperta a volta con tre colonne esterne che sorreggevano un piccolo portico. La fondazione della chiesa risale probabilmente alla fine del XV secolo o ai primi decenni del Cinquecento. Fu realizzata al centro del borgo di Tronzano per la necessità di avere un luogo di culto più vicino rispetto alla chiesa di Santa Maria Assunta, che si staglia isolata sul pendio della montagna, e per avere un luogo dedicato al culto di San Rocco, tradizionalmente invocato contro le pestilenze.
Sul finire del XVI secolo la chiesa era utilizzata come parrocchiale, anche se ancora non ufficialmente. Nel 1569 Carlo Borromeo aveva ordinato che le celebrazioni serali fossero svolte proprio nella chiesa di San Rocco anziché in quella dell'Assunta. Due anni prima aveva invece concesso agli abitanti di Tronzano di ampliare l'edificio in modo che potesse ospitare un maggior numero di fedeli.
Nel 1604 Federico Borromeo autorizzò i definitivo trasferimento del titolo parrocchiale alla chiesa di San Rocco, rendendola quindi il centro religioso delle località di Tronzano, Bassano e Pino. Contestualmente il cardinale diede dettagliate disposizioni circa le modifiche da apportare alla chiesa. Nel 1605 vennero gettate le fondamenta di quello che è oggi l'edificio attuale (con l'eccezione del presbiterio, che venne conservato nella sua antica forma). Nel 1613 la parrocchia fu nuovamente riorganizzata e vennero a crearsi tre parrocchie porzionarie dell'antica Santa Maria Assunta: quella di Tronzano con la chiesa di San Rocco, quella di Bassano con la chiesa di San Sebastiano e quella di Pino con la chiesa dei Santi Quirico e Giulitta.
Nel 1683 il cardinale Federico Visconti, nei documenti della sua visita pastorale, descrisse la chiesa come terminata, con l'altare maggiore dedicato a San Rocco (ricostruito poi nel 1765 in marmo), quello a sinistra del presbiterio dedicato alla Beata Vergine del Rosario e quello di destra dedicato a San Carlo (quest'ultimo in realtà non era ancora del tutto ultimato vista la difficoltà di far sporgere la cappella sull'adiacente strada pubblica).
Una lapide sul muro esterno dell'antico presbiterio, datata 1788, testimonia una serie di importanti opere di restauro, che interessarono probabilmente la decorazione interna.
Nel 1804 il presbiterio fu chiuso da una balaustra in marmo e nel 1806 fu eretto il campanile, restaurato per la prima volta nel 1832.
Nel 1892, grazie alla donazione di un borghigiano, Domenico Compà, venne completamente rifatto l'altare maggiore: l'esecuzione dei lavori fu affidata a Enrico Braga, che realizzò un altare con tempietto in marmo bianco e rilievo bronzeo sul paliotto.

## Architettura
Oggi la chiesa, situata al centro dell'abitato di Tronzano, si presenta ad aula rettangolare unica coperta con volta a botte interrotta da profonde lunette in corrispondenza delle finestre. Sul lato sinistro è presente una cappella dedicata alla Madonna del Rosario con altare settecentesco, mentre sul lato opposto si trova la cappella dedicata a San Carlo Borromeo. Il presbiterio quadrato è la parte più antica dell'interno edificio e accoglie l'altare maggiore in marmo bianco opera di Enrico Braga, in quale realizzò anche il paliotto in bronzo raffigurane la scena della Deposizione. Al centro dell'altare si staglia la statua di Gesù Cristo benedicente affiancato da due putti, il tutto in marmo bianco. La sagrestia è posta sul lato settentrionale del presbiterio ed è suddivisa in due ambienti.
L'organo fu trasferito qui nel 1857 dal comune svizzero di Vira Gambarogno.
Il tetto è a doppia falda con struttura lignea e copertura in coppi.